# Deux Idiots à Monte-Carlo
Pour plus de détails, voir Fiche technique et Distribution.
Deux Idiots à Monte-Carlo (Tutti possono arricchire tranne i poveri) est une comédie italienne réalisée par Mauro Severino et sortie en 1976.
Il s'agit d'une adaptation du roman homonyme écrit par Italo Terzoli et Enrico Vaime (it).

## Synopsis
Viviana et Giovanni Renzelli sont un couple marié vivant à Turin. Lui travaille comme standardiste pour une grande entreprise de sanitaires. Soudain, la vie du couple bascule lorsque Giovanni gagne une cagnotte du football de 850 millions de lires. Une fois la fortune empochée, ils s'installent à Monte-Carlo, en essayant d'investir la somme et en croyant pouvoir faire partie du milieu des milliardaires, mais en réalité ils ne parviendront qu'à dilapider la totalité de leurs gains dans d'improbables spéculations immobilières suggérées par le propriétaire de la société où Giovanni travaillait.

## Fiche technique
Sauf indication contraire, les informations mentionnées dans cette section peuvent être confirmées par la base de données cinématographiques Unifrance,  présente dans la section « Liens externes ».
- Titre original : Tutti possono arricchire tranne i poveri[1],[2]
- Titre français : Deux Idiots à Monte-Carlo[3]
- Réalisateur : Mauro Severino
- Scénario : Bruno Di Geronimo, Mauro Severino d'après le roman homonyme de Italo Terzoli et Enrico Vaime (it).
- Photographie : Giuseppe Pinori (it)
- Montage : Alberto Gallitti
- Musique : Franco Bixio, Fabio Frizzi, Vince Tempera
- Décors : Gastone Carsetti
- Costumes : Corrado Colabucci (it)
- Maquillage : Alfredo Marazzi
- Production : Felice Colaiacomo, Franco Poccioni, Luigi Borghese
- Société de production : Medusa Distribuzione, 3B Produzioni Cinematografiche s.r.l.
- Pays de production :  Italie[3]
- Langue de tournage : italien
- Format : Couleur
- Durée : 108 minutes (1 h 48)
- Genre : Comédie
- Dates de sortie :
  - Italie : 30 septembre 1976
  - France : 27 septembre 1978[3]

## Distribution
- Barbara Bouchet : Comtesse Federici
- Enrico Montesano : Giovanni Renzelli
- Anna Mazzamauro : Viviana Renzelli
- Paolo Paoloni : Le chauffeur
- Jelle Balder : Comte Federici.
- Luciano Bonanni : serveur
- Ignazio Leone : monseigneur
- Giulio Cesare Castello : Le prêtre
- Barbara Herrera : Une voisine de Giovanni.
- Marcella Di Folco (sous le nom de « Marcello Di Falco ») : L'amie de la comtesse Federici.
- Tom Felleghy : Un invité à la fête
- Greta Vaillant : Alessandra
- Virgilio Bixio :
- Annamaria D'Amico :
- Bruno Di Geronimo :

## Production
Les extérieurs ont été tournés à Turin et dans la Principauté de Monaco. La scène finale a été tournée sur l'île de Gavi.